# Ikoma, Nara
Ikoma (生駒市 (Sinh Câu thị) Ikoma-shi) là một thành phố thuộc tỉnh Nara, Nhật Bản.